# Джейкобі Шеддікс
Джейкобі Дакота Шеддікс (англ. Jacoby Dakota Shaddix; 28 липня 1976, Маріпоса, Каліфорнія, США) — вокаліст гурту Papa Roach. Також відомий під псевдонімом Кобі Дік, Джонні Водка і Дакота Голд.

## Біографія
Джейкобі Дакота Шеддікс народився 28 липня 1976 року в місті Маріпоса, штат Каліфорнія, США. Батьки Джейкобі розлучилися, коли йому було шість років. Він також має двох молодших братів, Тревора і Брайсона. Джейкобі Шеддікс навчався у Ваккавільській Середній Школі в місті Ваккавіль, де він грав на кларнеті в шкільному оркестрі. Там він познайомився з Дейвом Бакнером, майбутнім другом і учасником гурту Papa Roach, з яким вони разом грали на шкільних виступах.
З 17 років Джейкобі почав працювати посудомийником, щоб заплатити за квартиру, в якій він жив разом зі своїм другом. Якщо коштів не вистачало, йому доводилось іти в нічну зміну охоронцем госпіталю. Деякий час він працював ведучим на телеканалі MTV. Це тривало до 1999 року, поки Джейкобі вирішив повністю присвятити себе музиці.
19 липня 1996 року Джейкобі одружився зі своєю подругою Келлі, яка народила двох дітей: Маккейля і Джаггера. Наразі Келлі вагітна втретє, і відомо, що це буде хлопчик.
В минулому Шеддікс страждав від алкогольної та наркотичної залежності. У своїх ранніх інтерв'ю він зазначав, що через те, що він не мав змоги бачитись зі своєю сім'єю, у нього розвинулась залежність до алкоголю. «У мене була маленька фотографія моєї дитини, кожного дня я просто дивився на неї і говорив: „Ти такий милий, малюче. Я тебе люблю.“ А потім мені потрібна була пляшка горілки.» Джейкобі написав пісні, в яких описується війна з алкоголем («Binge» (Випивка),«Black Clouds»(Чорні Хмари)). Крім того, він постійно говорив в інтерв'ю про свою проблему і про те, як він її поборов. Потім, за словами Шеддікса, він зрозумів, що не хоче вмирати, а хоче жити заради своїх дітей. Тому, як він поборов алкогольну залежність і суїцидальні нахили, присвячуються пісні «Scars» (Шрами), «Before I Die» (До того, як я помру).
І взагалі, більшість пісень Шеддікса базуються на його особистих почуттях і переживаннях. Наприклад, коли йому було шість років, його батьки розвелись, і Джейкобі довгий час не бачив батька. На основі цього була написана пісня«Broken Home» (Розбитий Дім)
Незважаючи на тяжке дитинство і невдачі на початковому етапі становлення музичної кар'єри, Джейкобі Шеддікс зумів побороти всі труднощі, пробратися на п'єдестал слави, про яку багато хто в той час могли тільки мріяти. Сьогодні в складі відомого гурту Papa Roach Джейкобі гастролює по всьому світі, де їх з нетерпінням чекають фанати рок-музики.

## Музична кар'єра
Музичний стиль, в якому грає гурт Джейкобі Шеддікса, спочатку визначався як ню-метал і репкор (1997—2000 роки). З 2002 року після випуску альбому «Lovehatetragedy» вони все більше віддалились від репу і їх звучання ставало ближчим до рок-музики. Шеддікс в інтерв'ю the Dallas Music Guide сказав, що реп пішов із їхньої музики і що в дитинстві його мрією було стати саме рок-музикантом. З цього приводу Шеддікс також говорив: «Ми — гурт, який намагається балансувати на грані між репом і рок-музикою, і намагаємося робити це якнайкраще». Зараз гурт грає у стилі пост-хардкор, пост-гранж і артрок з елементами репкору.
Взагалі гурт Papa Roach було створено Джекобі (вокал) і Дейвом Бакнером (ударні) ще в школі. Скоро до них приєднались Уілл Джеймс (бас-гітара) і Ендрю Сатурлі (тромбон). Це був перший склад гурту. Вони вирішили взяти участь у шкільному конкурсі талантів, де зіграли популярну пісню музиканта Джимі Хендрікса під назвою «Fire» (Вогонь). В результаті вони виграли цей конкурс.
Гурт був названий на честь родича Джейкобі Шеддікса, Говарда Вільяма Роача (Howard William Roatch), якого близькі звали просто «Папа Роуч» («Papa Roach»). Він покінчив життя самогубством у 2006 році.
Скоро Джеррі Хортон (гітара) із сусідньої Венденської Школи замінив Ендрю Сатурлі. Джеррі познайомився з хлопцями через свою тодішню подругу, яка була шанувальницею гурту. На той час вони вже давали невеликі концерти на публіці.
В 1997 році Papa Roach записують свій перший повноцінний альбом «Old Friends From Young Years» (Старі Друзі З Молодих Років). Але дебютним мейнстрімовим альбомом став «Infest» (Кишіти), записаний з лейблом Dreamworks. Тоді був випущений перший сингл — «Last Resort» (Останнє звернення), який став хітом і на якого був відзнятий кліп.
2 жовтня 2012 року вийшов восьмий альбом гурту Papa Roach під назвою «The Connection» (Зв'язок), який двічі став платиновим. Першим синглом нового альбому стала композиція «Still Swinging» (Досі в живих), на який було також відзнято відеокліп.
В 2002 році в місті Сакраменто, штат Каліфорнія троє друзів — Уейд Кхаіл, Дей Інгрем та Алі Абрішамі заснували гурт Fight the Sky (Бийся з Небом). Через деякий час до них приєднався Джейкобі Шеддікс, взявши собі псевдонім Джон Доу. Fight the Sky — це гурт, який грає метал, і відома більшою мірою завдяки тому, що є сайд-проектом Шеддікса.
У період, коли гурт записував альбом, жодної новини від них не було, в тому числі інформації про дату реліза альбому, але в мережі можна знайти демозаписи гурту.

## Татуювання
Джейкобі має велику кількість тату. Наприклад, на правому плечі зображена могильна плита з написом: «Here Lies Jacoby Dakota Shaddix. Born With Nothing, Die With Everything» («Тут покоїться Джейкобі Даакота Шеддікс. Народжений, не маючи нічого, вмерлий, маючи все»). Над могильною плитою зображений великий череп, оточений синіми трояндами, в середині яких розташовані менші черепи зі скобами, схожими на ті, які йому поставили після того, як він отримав удар сміттєвим контейнером по голові. На внутрішній стороні плеча правої руки зображений хрест і стрічки з написом «Thy Will be Done» («Хай буде воля твоя»).
На лівому плечі зображено будинок, оточений полум'ям, і напис: «What Doesn't Kill Me That Makes Me Stronger» («Те, що мене не вбиває, робить мене сильнішим»). На внутрішній стороні лівого плеча зображений щит, оточений стрічкою, на стрічці напис: «Harder Than a Coffin Nail» («Міцніше, ніж гробовий цвях».)
На внутрішній стороні передпліччя лівої руки — мікрофон, це його перше тату, зроблена, коли Шеддіксу було 21. На зовнішній стороні лівого передпліччя — корабель з надутими вітрилами, який попав у грозу.
На внутрішній стороні передпліччя правої руки зображені японські ієрогліфи на фоні вибухаючих динамітних шашок. На зовнішній стороні правого передпліччя — сяючий діамант і сині пелюстки троянд.
На потилиці також зображено японський ієрогліф на фоні метелика, що означає слово «кохання». На лівій частині шиї — ієрогліф, що означає слово «самець».
Також у нього є татуювання на пальцях рук: на лівій руці — «hate» («ненависть»), на правій — «love» («кохання»).
Уся грудна клітка також в татуюванні, н верхній частині — напис «Born to Rock» («Народжений для року»), на якій розташувались дві пташки. Між пташками сяюча вогняна зірка. На лівій частині — зображення короля, на правій — королеви, посередині — скрипічний ключ. Також Джейкобі зробив тату біля куточків очей у вигляді чорний зірочок, схожим на ті, що зображені на мочках вух. Пізніше під правим оком він зробив невеликий хрестик.
На свій день народження Кобі зробив тату біля основи великого пальця правої руки з зображенням серця і написом «Mom» («Мама»). Також у Шеддікса є тату з іменами дружини та дітей.
Також на внутрішній стороні лівого передпліччя, під тату з зображенням мікрофона, витатуйовано ім'я його першої дитини «MaKaile». На зовнішній стороні зап'ястка тієї ж руки — ім'я другого сина «Jagger». На задній стороні правого плеча зображено ім'я дружини — «Kelly».

## Цікаві факти
Ріст — 1.77 м, колір очей — блідозелений, колір волосся — русявий (фарбувався в чорний, зараз — світло-русявий).
Є два молодших брати — Тревор і Брайсон.
Знімався у фільмі жахів з робочою назвою «The Invited» (Запрошені), де грав роль чоловіка на ім'я Томас. Фільм повинен був вийти в прокат 2010 року, але реліз картини був відкладений.